# Mohamed Al-Sada
Mohamed Al-Sada (arab. ‏محمد السادة‎, ur. 7 lutego 1957) – bahrajński żeglarz sportowy, uczestnik igrzysk olimpijskich.
Al-Sada był chorążym reprezentacji Bahrajnu podczas ceremonii otwarcia igrzysk olimpijskich 1996 odbywających się w Atlancie. W klasie Laser zajął 51. miejsce w klasyfikacji końcowej pośród 56 zawodników.